# مجلس الوزراء البحريني 2006
مجلس الوزراء البحريني 2006 أو الحكومة البحرينية السابعة, تشكلت الحكومة في يوم الأثنين 11 ديسمبر 2006  بموجب المرسوم الملكي رقم 91 لسنة 2006  وذالك بعد أستقالة الحكومة السابقة في يوم الأحد 10 ديسمبر 2006 ، وأصدر صاحب الجلالة الملك حمد بن عيسى آل خليفة ملك مملكة البحرين في 10 ديسمبر 2006 أمر ملكي بتعين صاحب السمو الشيخ خليفة بن سلمان آل خليفة رئيساً لمجلس الوزراء وتكليفه بترشيح أعضاء الحكومة الجديدة وصدر مرسوم تشكيل الحكومة في 11 ديسمبر 2006 ، وأستقالت الحكومة في يوم الأحد 31 أكتوبر 2010 بعد أعلان نتائج الأنتخابات البرلمانية وعملاً بالمادة 33 من الدستور والتي تنص على تشكيل حكومة جديدة بعد الأنتخابات البرلمانية وأصدر صاحب الجلالة الملك حمد بن عيسى آل خليفة ملك البحرين في نفس اليوم أمر ملكي بقبول أستقالة الحكومة وتكليف رئيس مجلس الوزراء بتصريف العاجل من أمور الدولة حتى تشكيل الحكومة الجديدة.

## أعضاء مجلس الوزراء

### التشكيل الوزاري بعد تعديله في 6 يناير 2008 حتى أستقالة الحكومة في 31 أكتوبر 2010
| الأسم | المنصب                                 | تاريخ تولي المنصب |
| --- | -------------------------------------- | ----------------- |
| الشيخ خليفة بن سلمان آل خليفة | رئيس مجلس الوزراء                      | 15 أغسطس 1971     |
| الشيخ محمد بن مبارك آل خليفة | نائب رئيس مجلس الوزراء                 | 11 نوفمبر 2002    |
| الشيخ علي بن خليفة آل خليفة | نائب رئيس مجلس الوزراء                 | 26 سبتمبر 2005    |
| جواد بن سالم العريض | نائب رئيس مجلس الوزراء                 | 11 ديسمبر 2006    |
| الشيخ خالد بن عبدالله آل خليفة | وزير ديوان رئيس مجلس الوزراء           | 11 نوفمبر 2002    |
| الشيخ محمد بن عبدالله آل خليفة | وزير الدولة لشؤون الدفاع               | 11 ديسمبر 2006    |
| عبدالعزيز بن محمد الفاضل | وزير الدولة لشؤون مجلسي النواب والشورى | 11 نوفمبر 2002    |
| الشيخ راشد بن عبدالله آل خليفة | وزير الداخلية                          | 22 مايو 2004      |
| الشيخ خالد بن أحمد بن محمد آل خليفة | وزير الخارجية                          | 26 سبتمبر 2005    |
| الدكتور حسن بن عبدالله فخرو | وزير الصناعة والتجارة                  | 14 يناير 2005     |
| فهمي بن علي الجودر | وزير للأشغال                           | 11 ديسمبر 2007    |
| الشيخ أبراهيم بن خليفة بن علي آل خليفة | وزير الأسكان                           | 11 ديسمبر 2007    |
| الشيخ أحمد بن محمد آل خليفة | وزير المالية                           | 14 يناير 2005     |
| الدكتور ماجد بن علي النعيمي | وزير التربية والتعليم                  | 11 نوفمبر 2002    |
| الدكتور مجيد بن محسن العلوي | وزير العمل                             | 11 ديسمبر 2006    |
| الدكتور عبدالحسين بن علي ميرزا | وزير شؤون النفط والغار                 | 11 نوفمبر 2002    |
| الدكتورة فاطمة بنت محمد البلوشي | وزيرة التنمية الأجتماعية               | 14 يناير 2005     |
| الشيخ أحمد بن عطية الله آل خليفة | وزير شؤون مجلس الوزراء                 | 11 ديسمبر 2006    |
| الشيخ خالد بن علي ال خليفة | وزير العدل والشؤون الأجتماعية          | 11 ديسمبر 2006    |
| منصور بن حسن بن رجب | وزير شؤون البلديات والزراعة            | 11 نوفمبر 2002    |
| الدكتور نزار بن صادق البحارنة | وزير الدولة لشؤون الخارجية             | 11 ديسمبر 2006    |
| جهاد بن حسن بوكمال | وزير الإعلام                           | 24 سبتمبر 2007    |
| الدكتور فيصل بن يعقوب الحمر | وزير الصحة                             | 24 سبتمبر 2007    |
| في 6 يناير 2008 تم ألغاء منصب وزير الدفاع الذي كان يشغله الشيخ خليفة بن أحمد آل خليفة وذالك صدر بعد صدور أمر ملكي بتعين الشيخ خليفة بن أحمد قائداً عاماً لقوة الدفاع |                                        |                   |

### التشكيل الوزاري بعد تعديله في 11 ديسمبر 2007 حتى 6 يناير 2008
| الأسم | المنصب                                 | تاريخ تولي المنصب |
| --- | -------------------------------------- | ----------------- |
| الشيخ خليفة بن سلمان آل خليفة | رئيس مجلس الوزراء                      | 15 أغسطس 1971     |
| الشيخ محمد بن مبارك آل خليفة | نائب رئيس مجلس الوزراء                 | 11 نوفمبر 2002    |
| الشيخ علي بن خليفة آل خليفة | نائب رئيس مجلس الوزراء                 | 26 سبتمبر 2005    |
| جواد بن سالم العريض | نائب رئيس مجلس الوزراء                 | 11 ديسمبر 2006    |
| الشيخ خالد بن عبدالله آل خليفة | وزير ديوان رئيس مجلس الوزراء           | 11 نوفمبر 2002    |
| الشيخ خليفة بن أحمد آل خليفة | وزير الدفاع                            | 31 مارس 1988      |
| الشيخ محمد بن عبدالله ال خليفة | وزير الدولة لشؤون الدفاع               | 11 ديسمبر 2006    |
| عبدالعزيز بن محمد الفاضل | وزير الدولة لشؤون مجلسي النواب والشورى | 11 نوفمبر 2002    |
| الشيخ راشد بن عبدالله آل خليفة | وزير الداخلية                          | 22 مايو 2004      |
| الشيخ خالد بن أحمد بن محمد آل خليفة | وزير الخارجية                          | 26 سبتمبر 2005    |
| الدكتور حسن بن عبدالله فخرو | وزير الصناعة والتجارة                  | 14 يناير 2005     |
| فهمي بن علي الجودر | وزير للأشغال                           | 11 ديسمبر 2007    |
| الشيخ أبراهيم بن خليفة بن علي ال خليفة | وزير الأسكان                           | 11 ديسمبر 2007    |
| الشيخ أحمد بن محمد آل خليفة | وزير المالية                           | 14 يناير 2005     |
| الدكتور ماجد بن علي النعيمي | وزير التربية والتعليم                  | 11 نوفمبر 2002    |
| الدكتور مجيد بن محسن العلوي | وزير العمل                             | 11 ديسمبر 2006    |
| الدكتور عبدالحسين بن علي ميرزا | وزير شؤون النفط والغار                 | 11 نوفمبر 2002    |
| الدكتورة فاطمة بنت محمد البلوشي | وزيرة التنمية الأجتماعية               | 14 يناير 2005     |
| الشيخ أحمد بن عطية الله آل خليفة | وزير شؤون مجلس الوزراء                 | 11 ديسمبر 2006    |
| الشيخ خالد بن علي ال خليفة | وزير العدل والشؤون الأجتماعية          | 11 ديسمبر 2006    |
| منصور بن حسن بن رجب | وزير شؤون البلديات والزراعة            | 11 نوفمبر 2002    |
| الدكتور نزار بن صادق البحارنة | وزير الدولة لشؤون الخارجية             | 11 ديسمبر 2006    |
| جهاد ين حسن بوكمال | وزير الإعلام                           | 24 سبتمبر 2007    |
| الدكتور فيصل بن يعقوب الحمر | وزير الصحة                             | 24 سبتمبر 2007    |
| في 11 ديسمبر 2007 صدر مرسوماً بتعديل وزاري حيث تم تعين الشيخ أبراهيم بن خليفة بن علي آل خليفة وزيراً للأسكان وكما تم إلغاء وزارة الكهرباء والماء |                                        |                   |

### التشكيل الوزاري من 24 سبتمبر 2007 حتى 11 ديسمبر 2007
| الأسم                                                                                        | المنصب                                 | تاريخ تولي المنصب |
| -------------------------------------------------------------------------------------------- | -------------------------------------- | ----------------- |
| الشيخ خليفة بن سلمان آل خليفة                                                                | رئيس مجلس الوزراء                      | 15 أغسطس 1971     |
| الشيخ محمد بن مبارك آل خليفة                                                                 | نائب رئيس مجلس الوزراء                 | 11 نوفمبر 2002    |
| الشيخ علي بن خليفة آل خليفة                                                                  | نائب رئيس مجلس الوزراء                 | 26 سبتمبر 2005    |
| جواد بن سالم العريض                                                                          | نائب رئيس مجلس الوزراء                 | 11 ديسمبر 2006    |
| الشيخ خالد بن عبدالله آل خليفة                                                               | وزير ديوان رئيس مجلس الوزراء           | 11 نوفمبر 2002    |
| الشيخ خليفة بن أحمد آل خليفة                                                                 | وزير الدفاع                            | 31 مارس 1988      |
| الشيخ محمد بن عبدالله آل خليفة                                                               | وزير الدولة لشؤون الدفاع               | 11 ديسمبر 2006    |
| الشيخ عبدالله بن سلمان آل خليفة                                                              | وزير الكهرباء والماء                   | 11 نوفمبر 2002    |
| عبدالعزيز بن محمد الفاضل                                                                     | وزير الدولة لشؤون مجلسي النواب والشورى | 11 نوفمبر 2002    |
| الشيخ راشد بن عبدالله آل خليفة                                                               | وزير الداخلية                          | 22 مايو 2004      |
| الشيخ خالد بن أحمد بن محمد آل خليفة                                                          | وزير الخارجية                          | 26 سبتمبر 2005    |
| الدكتور حسن بن عبدالله فخرو                                                                  | وزير الصناعة والتجارة                  | 14 يناير 2005     |
| فهمي بن علي الجودر                                                                           | وزير للأشغال والأسكان                  | 11 نوفمبر 2002    |
| الشيخ أحمد بن محمد آل خليفة                                                                  | وزير المالية                           | 14 يناير 2005     |
| الدكتور ماجد بن علي النعيمي                                                                  | وزير التربية والتعليم                  | 11 نوفمبر 2002    |
| الدكتور مجيد بن محسن العلوي                                                                  | وزير العمل                             | 11 ديسمبر 2006    |
| الدكتور عبدالحسين بن علي ميرزا                                                               | وزير شؤون النفط والغار                 | 11 نوفمبر 2002    |
| الدكتورة فاطمة بنت محمد البلوشي                                                              | وزيرة التنمية الأجتماعية               | 14 يناير 2005     |
| الشيخ أحمد بن عطية الله ال خليفة                                                             | وزير شؤون مجلس الوزراء                 | 11 ديسمبر 2006    |
| الشيخ خالد بن علي ال خليفة                                                                   | وزير العدل والشؤون الأجتماعية          | 11 ديسمبر 2006    |
| منصور بن حسن بن رجب                                                                          | وزير شؤون البلديات والزراعة            | 11 نوفمبر 2002    |
| الدكتور نزار بن صادق البحارنة                                                                | وزير الدولة لشؤون الخارجية             | 11 ديسمبر 2006    |
| جهاد بن حسن بوكمال                                                                           | وزير الإعلام                           | 24 سبتمبر 2007    |
| الدكتور فيصل بن يعقوب الحمر                                                                  | وزير الصحة                             | 24 سبتمبر 2007    |
| في 24 سبتمبر 2007 صدر مرسوماً بتعين جهاد بوكمال وزيراً للإعلام والدكتور فيصل الحمر وزيراً للصحة |                                        |                   |

### التشكيل الوزاري من 11 ديسمبر 2006 حتى 24 سبتمبر 2007
| الأسم                               | المنصب                                 | تاريخ تولي المنصب |
| ----------------------------------- | -------------------------------------- | ----------------- |
| الشيخ خليفة بن سلمان آل خليفة       | رئيس مجلس الوزراء                      | 15 أغسطس 1971     |
| الشيخ محمد بن مبارك آل خليفة        | نائب رئيس مجلس الوزراء                 | 11 نوفمبر 2002    |
| الشيخ علي بن خليفة آل خليفة         | نائب رئيس مجلس الوزراء                 | 26 سبتمبر 2005    |
| جواد بن سالم العريض                 | نائب رئيس مجلس الوزراء                 | 11 ديسمبر 2006    |
| الشيخ خالد بن عبدالله آل خليفة      | وزير ديوان رئيس مجلس الوزراء           | 11 نوفمبر 2002    |
| الشيخ خليفة بن أحمد آل خليفة        | وزير الدفاع                            | 31 مارس 1988      |
| الشيخ محمد بن عبدالله آل خليفة      | وزير الدولة لشؤون الدفاع               | 11 ديسمبر 2006    |
| الشيخ عبدالله بن سلمان آل خليفة     | وزير الكهرباء والماء                   | 11 نوفمبر 2002    |
| عبدالعزيز بن محمد الفاضل            | وزير الدولة لشؤون مجلسي النواب والشورى | 11 نوفمبر 2002    |
| الشيخ راشد بن عبدالله آل خليفة      | وزير الداخلية                          | 22 مايو 2004      |
| الشيخ خالد بن أحمد بن محمد آل خليفة | وزير الخارجية                          | 26 سبتمبر 2005    |
| الدكتور حسن بن عبدالله فخرو         | وزير الصناعة والتجارة                  | 14 يناير 2005     |
| فهمي بن علي الجودر                  | وزير للأشغال والأسكان                  | 11 نوفمبر 2002    |
| الدكتور محمد بن عبدالغفار عبدالله   | وزير الأعلام                           | 11 ديسمبر 2006    |
| الشيخ أحمد بن محمد آل خليفة         | وزير المالية                           | 14 يناير 2005     |
| الدكتور ماجد بن علي النعيمي         | وزير التربية والتعليم                  | 11 نوفمبر 2002    |
| الدكتور مجيد بن محسن العلوي         | وزير العمل                             | 11 ديسمبر 2006    |
| الدكتور عبدالحسين بن علي ميرزا      | وزير شؤون النفط والغار                 | 11 نوفمبر 2002    |
| الدكتورة ندى بنت عباس حافظ          | وزيرة الصحة                            | 14 يناير 2005     |
| الدكتورة فاطمة بنت محمد البلوشي     | وزيرة التنمية الأجتماعية               | 14 يناير 2005     |
| الشيخ أحمد بن عطية الله آل خليفة    | وزير شؤون مجلس الوزراء                 | 11 ديسمبر 2006    |
| الشيخ خالد بن علي آل خليفة          | وزير العدل والشؤون الأجتماعية          | 11 ديسمبر 2006    |
| منصور بن حسن بن رجب                 | وزير شؤون البلديات والزراعة            | 11 نوفمبر 2002    |
| الدكتور نزار بن صادق البحارنة       | وزير الدولة لشؤون الخارجية             | 11 ديسمبر 2006    |